# Carlos Colacce
Jorge Carlos Colacce (* 16. Juni 1960 in Montevideo) ist ein uruguayischer Politiker.
Der Ingenieur übernahm als Mitglied der Frente Amplio am 3. März 2008 die Leitung des Ministeriums für Wohnungswesen, Raumordnung und Umwelt von Mariano Arana. Dieses Amt bekleidete er bis zum 1. März 2010, als er von Graciela Muslera abgelöst wurde.